# Ryū Nakayama
Pour les articles homonymes, voir Nakayama (homonymie).
Ryū Nakayama (中山 竜, Nakayama Ryū) est un animateur, producteur et réalisateur japonais d'anime né le 10 février 1990.
Animateur reconnu dans les années 2010 pour ses séquences d'action, il est aujourd'hui principalement connu comme réalisateur de l'adaptation du animée du manga Chainsaw Man. Depuis 2024, il dirige son propre studio d'animation, nommé Andraft.

## Biographie

### Débuts et reconnaissance comme animateur
Nakayama est diplômé de la Tokyo Zokei University (en), une université privée spécialisée en arts visuels, où il suit un cursus en graphisme,. Alors qu'il est encore étudiant, son mentor Tatsuya Yoshihara l'invite à rejoindre la production de la série animée Tantei Opera Milky Holmes au studio Tatsunoko Production. Nakayama démarre ainsi sa carrière en tant qu'animateur clé en 2010, à 20 ans,.
En plus de Tatsuya Yoshihara, il est également proche de l'animateur et réalisateur Shun Enokido, tous les trois représentants du courant d'animation webgen, désignant le style et le format d'animation des jeunes animateurs arrivés dans l'industrie à partir des années 2010 et ayant appris le dessin et l'animation en premier lieu via un support numérique et publiant leurs créations sur le Web, sous forme de GIFs animés ou d'animations courtes sur les réseaux sociaux.
Après ses études, Nakayama travaille successivement aux studios Gainax et Tatsunoko Production,. Il se fait rapidement remarquer comme animateur de séquences d'action, en particulier sur des épisodes de séries comme Yoru no Yatterman, Yozakura Quartet, Princess Connect! Re:Dive (en) ou Fate/Grand Order - Babylonia. Il devient ensuite animateur freelance.

### Réalisateur et producteur
En 2021, repéré par le studio d'animation et de production MAPPA pour son travail sur l'adaptation animée de Jujutsu Kaisen et à la recherche d'un profil original, Nakayama se voit confier le poste de réalisateur principal de l'adaptation animée du manga Chainsaw Man, hit du Weekly Shōnen Jump, alors qu'il n'a jamais réalisé d'œuvre complète auparavant,,. La série, diffusée en 2022, est un succès critique et populaire, atteignant 97% de critiques positives sur l'agrégateur Rotten Tomatoes et remportant divers prix et nominations, par exemple en étant le titre aux plus de nominations aux Crunchyroll Anime Awards 2024 et y remportant le prix de « Meilleure première série », mais reçoit des critiques liées à ses choix d'adaptation du manga originel. En décembre 2024, il est annoncé qu'il ne réalisera pas la suite de l'adaptation de la série, un film adaptant l'arc du manga centré sur le personnage de Reze.
Plus tard, Nakayama étend son rôle à la production d'animation. Début 2024, Nakayama annonce la création de son propre studio d'animation, Andraft, dont il devient PDG et supervise les travaux. La même année, il rejoint également le studio d'animation Mayflower, filiale du groupe AnotherBall (entreprise de divertissement spécialisée en animation et en Youtubeurs virtuels), où il occupe le poste de « Chief Creative Officer (en) » (directeur artistique en chef), chargé de l'amélioration de la qualité et de l'efficacité des productions du studio,.

## Filmographie
Sauf mention contraire explicite, les informations de cette section sont tirées des cartons de crédits des œuvres mentionnées, ou de bases de données compilant ces mêmes crédits,,.

### Séries principales
| Année     | Titre                                              | Rôle(s)                                                                                            |
| --------- | -------------------------------------------------- | -------------------------------------------------------------------------------------------------- |
| 2010      | Tantei Opera Milky Holmes                          | Animation clé                                                                                      |
| 2011      | The Idolmaster                                     | Animation clé                                                                                      |
| 2012      | Nisemonogatari                                     | Animation clé                                                                                      |
| 2012      | Sword Art Online                                   | Animation clé                                                                                      |
| 2012      | Medaka Box Abnormal                                | Animation clé (ending), intervalles                                                                |
| 2013      | Naruto                                             | Animation clé (opening 13)                                                                         |
| 2013      | Muromi-san (en)                                    | Animation clé                                                                                      |
| 2013      | Red Data Girl (en)                                 | Animation clé                                                                                      |
| 2013      | Noucome                                            | Animation clé                                                                                      |
| 2013      | Love Lab (en)                                      | Animation clé                                                                                      |
| 2013      | Uchōten Kazoku (en)                                | Animation clé                                                                                      |
| 2013      | Yozakura Quartet - Hana no Uta                     | Animation clé                                                                                      |
| 2013      | En selle, Sakamichi !                              | Animation clé                                                                                      |
| 2014      | Mikakunin de Shinkōkei (en)                        | Animation clé (opening)                                                                            |
| 2014      | Wake Up, Girls!                                    | Direction d'animation, animation clé                                                               |
| 2014      | Kill la Kill                                       | Animation clé                                                                                      |
| 2014      | No Game No Life                                    | Animation clé (opening)                                                                            |
| 2014      | Dragon Collection (en)                             | Animation clé (opening)                                                                            |
| 2014      | Barakamon                                          | Direction d'animation, animation clé                                                               |
| 2014      | Space Dandy (saison 2)                             | Animation clé                                                                                      |
| 2014      | Celestial Method                                   | Animation clé                                                                                      |
| 2015      | Yoru no Yatterman                                  | Animateur principal, prop design (en), direction d'animation, aide au chara-design, animation clé  |
| 2015      | The Idolmaster: Cinderella Girls                   | Animation clé                                                                                      |
| 2015      | Monster musume no iru nichijō                      | Animation clé (opening)                                                                            |
| 2015      | One Punch Man                                      | Animation clé                                                                                      |
| 2016      | Macross Delta                                      | Animateur principal, story-board et réalisation de générique (ending), animation clé               |
| 2016      | Flip Flappers                                      | Aide à la direction d'animation, animation clé                                                     |
| 2017      | Frame Arms Girl (en)                               | Animation clé (opening)                                                                            |
| 2017      | Eromanga Sensei                                    | Animation clé                                                                                      |
| 2017      | Gamers!                                            | Opening solo (animation, story-board, réalisation, direction d'animation)                          |
| 2017      | Black Clover                                       | Ending solo (animation clé, story-board, réalisation, direction d'animation), animation clé        |
| 2017      | Fate/Apocrypha                                     | Animation clé                                                                                      |
| 2018      | Ryūō no oshigoto!                                  | Story-board, réalisation et animation clé de générique (opening)                                   |
| 2019      | The Rising of the Shield Hero                      | Épisode solo (#16 ; scénario, story-board, réalisation, animation clé)                             |
| 2019      | Fate/Grand Order Absolute Demonic Front: Babylonia | Épisode solo (#18 : story-board, réalisation, direction d'animation, animation clé), animation clé |
| 2020–2021 | Jujutsu Kaisen                                     | Story-board et réalisation d'épisode, animation clé                                                |
| 2021      | Selection Project (en)                             | Animation clé (opening)                                                                            |
| 2022      | Princess Connect! Re:Dive (en) (saison 2)          | Animation clé                                                                                      |
| 2022      | Chainsaw Man                                       | Réalisateur, story-board et réalisation d'épisodes et de générique (opening)                       |
| 2023      | Protocol: Rain (en)                                | Story-board et réalisation de générique (opening)                                                  |
| 2024      | Moi, quand je me réincarne en Slime (saison 3)     | Animation clé                                                                                      |
| 2025      | Ameku M.D.: Doctor Detective (en)                  | Réalisation et production de générique (opening)                                                   |

### Films
| Année | Titre                                       | Rôle(s)               |
| ----- | ------------------------------------------- | --------------------- |
| 2013  | Les Vacances de Jésus et Bouddha            | Animation clé         |
| 2013  | Hunter × Hunter - The Last Mission          | Animation clé         |
| 2014  | Wake Up, Girls!                             | Direction d'animation |
| 2017  | Sword Art Online: Ordinal Scale             | Direction d'animation |
| 2017  | Pokémon, le film : Je te choisis !          | Animation clé         |
| 2021  | Jujutsu Kaisen 0                            | Animation clé         |
| 2023  | Birth of Kitarō: The Mystery of GeGeGe (en) | Animation clé         |

### Divers
| Année | Titre                                                           | Type       | Rôle(s)                                 |
| ----- | --------------------------------------------------------------- | ---------- | --------------------------------------- |
| 2013  | Yozakura Quartet - Tsuki no Naku                                | OVA        | Animation clé                           |
| 2014  | Passepied (en) - Tokyo City Underground                         | Clip vidéo | Animation clé                           |
| 2019  | League of Legends - Season 2019: A New Journey                  | Clip vidéo | Animation clé                           |
| 2019  | Eve - Raison d'être                                             | Clip vidéo | Réalisateur, story-board, animation clé |
| 2021  | Chainsaw Man                                                    | Trailers   | Réalisateur, story-board                |
| 2022  | Project Sekai: Colorful Stage! feat. Hatsune Miku - Gunjô Sanka | Clip vidéo | Animation clé                           |